# How to Measure a Planet?
Albums de The Gathering
Nighttime Birds
(1997) Superheat (live)
(2000)
Singles
1. Liberty Bell
Sortie : 1998

How to Measure a Planet? est le 5e album studio du groupe de rock néerlandais The Gathering, sorti le 9 novembre 1998 chez Century Media, et le premier sans le guitariste Jelmar Wiersma, parti durant la composition de la démo de l'album.
Il s'agit d'un double album présentant un réel tournant dans la carrière du groupe, puisqu'il se détache du doom metal et du metal gothique des débuts pour s'orienter vers un rock alternatif avec des touches progressives et trip hop influencé par des groupes tels que Radiohead et Massive Attack. S'il fut un choc auprès du public originel européen du groupe, l'album leur permit de se faire connaître en dehors du continent, notamment aux États-Unis.

## Liste des titres
Toutes les paroles sont écrites par Anneke van Giersbergen, les compositeurs sont indiqués entre parenthèses.
CD 1 :
1. Frail (You Might as Well Be Me) (René Rutten, Frank Boeijen) - 5:04
2. Great Ocean Road (Rutten, Hugo Prinsen Geerligs) - 6:19
3. Rescue Me (Rutten) - 6:22
4. My Electricity (Van Giersbergen) - 3:32
5. Liberty Bell (Rutten) - 6:01
6. Red Is a Slow Colour (Rutten) - 6:26
7. The Big Sleep (Boeijen) - 5:01
8. Marooned (Rutten) - 5:56
9. Travel (Rutten, Boeijen) - 9:06

CD 2 :
1. South American Ghost Ride (Boeijen) - 4:25
2. Illuminating (Boeijen) - 5:51
3. Locked Away (Van Giersbergen) - 3:24
4. Probably Built in the Fifties (Rutten) - 7:26
5. How to Measure a Planet? (Rutten, Prinsen Geerligs) - 28:33

## Musiciens
- Anneke Van Giersbergen : chant, guitare sur My Electricity et Locked Away
- René Rutten : guitares, didgeridoo sur South American Ghost Ride, thérémine sur Illuminating
- Frank Boeijen : claviers
- Hugo Prinsen Geerligs : basse
- Hans Rutten : batterie, percussions

## Classements hebdomadaires
| Classement (1998)             | Meilleure place |
| ----------------------------- | --------------- |
| Allemagne (Media Control AG)  | 99              |
| Pays-Bas (Mega Album Top 100) | 45              |

## Anecdotes
- Le titre Red Is A Slow Colour provient d'un rêve étrange fait par la chanteuse, dans lequel le rouge était une couleur lente.
- Les pistes de l'album devaient à la base suivre un ordre différent de celui-ci, et la pochette devait être également d'une autre couleur, mais le label changea de direction.